# Vilna
Vilna (en lituano: Vilnius pronunciado [ˈvʲɪlʲnʲʊs] (escucharⓘ)) es la capital y ciudad más poblada de Lituania, situada en la provincia homónima. En enero de 2024 contaba con 602 430 habitantes (708 627 habitantes en la aglomeración urbana).
La ciudad se encuentra al sureste del país, a unos 30 km de la frontera con Bielorrusia, junto a la confluencia entre los ríos Vilnia y Neris. Es la segunda ciudad en cuanto a población de los países bálticos, después de Riga. Administrativamente, es sede del municipio de Vilna y del distrito de Vilna. Es también la capital de la provincia de Vilna. Además de ser la capital y ciudad más poblada, Vilna es de importancia en cuanto a los medios de comunicación nacionales, el arte, la moda, las industrias de investigación, tecnología, educación y entretenimiento. A fecha de 2018 Vilna se destacaba por una creciente industria tecnológica y emprendedora, con un gran número de nuevas empresas dedicadas a las tecnologías de la información. 
Su centro histórico o «casco antiguo», uno de los mayores y mejor conservados barrios medievales de la Europa del Este, fue designado Patrimonio de la Humanidad por la Unesco en 1994. El estilo arquitectónico conocido como Barroco de Vilna lleva el nombre de la ciudad, que es la ciudad barroca más oriental y la más grande al norte de los Alpes.
En 2009 fue Capital Europea de la Cultura, título que compartió con la ciudad austriaca de Linz.

## Etimología
El nombre de Vilna se originó del río Vilnia, la palabra lituana para 'ondulación'. Su nombre ha tenido varias ortografías derivadas en otros idiomas a lo largo de su historia, como en latín: Vilna, en polaco: Wilno, en bielorruso: Вiльня (Vilnia), en alemán: Wilna, en letón: Viļņa, en ucraniano: Вільно (Viľno), y en yidis: ווילנע‎ (Vilne). Su nombre ruso que data del Imperio Ruso era «Вильна» entre 1919 y 1939, aunque ahora se utiliza «Вильнюс».

## Historia
Nacida en la tierra de tribus  bálticas (eaestii, lituanos), desde el siglo XIV, germanas y judías, luego también recibió poblaciones eslavas. Diversas historias identifican la ciudad con Voruta, la capital del rey Mindaugas.
La ciudad fue mencionada por primera vez en forma escrita en el año 1323  en cartas del rey Gediminas. El actual centro de la ciudad era un fuerte construido sobre la cima de una colina del Ducado de Lituania. El rey de Polonia y gran duque de Lituania Vladislao II de Polonia (en lituano Jogaila; en polaco, Władysław II Jagiełło) concedió a Vilna el derecho de ser ciudad en 1387. La población de la ciudad estaba inicialmente compuesta por lituanos, pero dejó de ser así por la llegada de mercaderes y artesanos de diversas nacionalidades. Poco después, la población polaca comenzó a dominar la ciudad, y el segundo grupo más grande eran los judíos.
Entre 1503 y 1522, la ciudad fue rodeada de muros, con nueve puertas y tres torres. Vilna alcanzó su máximo desarrollo gracias al reinado del polaco Segismundo II de Polonia (en lituano: Žygimantas Augustas, en polaco: Zygmunt II August), que establece su propia corte en 1544. En los siglos siguientes, Vilna creció y se desarrolló aún más. Este crecimiento económico, promovido mayormente por judíos y polacos, pues los lituanos eran generalmente agricultores y no solían habitar en las ciudades, hizo posible la fundación de la Universidad de Vilna por Esteban I de Polonia (en lituano: Steponas Batoras, en polaco: Stefan Batory) y jesuitas españoles en 1579. La Universidad de Vilna se convirtió en uno de los mayores centros científicos y culturales de la región báltica y el más importante en el Gran Ducado de Lituania. Era una universidad de habla polaca, lo que significa que la Universidad de Vilna era la segunda universidad polaca más antigua después de la Universidad Jaguelónica de Cracovia, fundada en 1364. La vida política y económica de la ciudad conoció un gran desarrollo. En 1769, fue fundado el cementerio de Rasos (en lituano: Rasų kapinės), uno de los más antiguos del Europa.

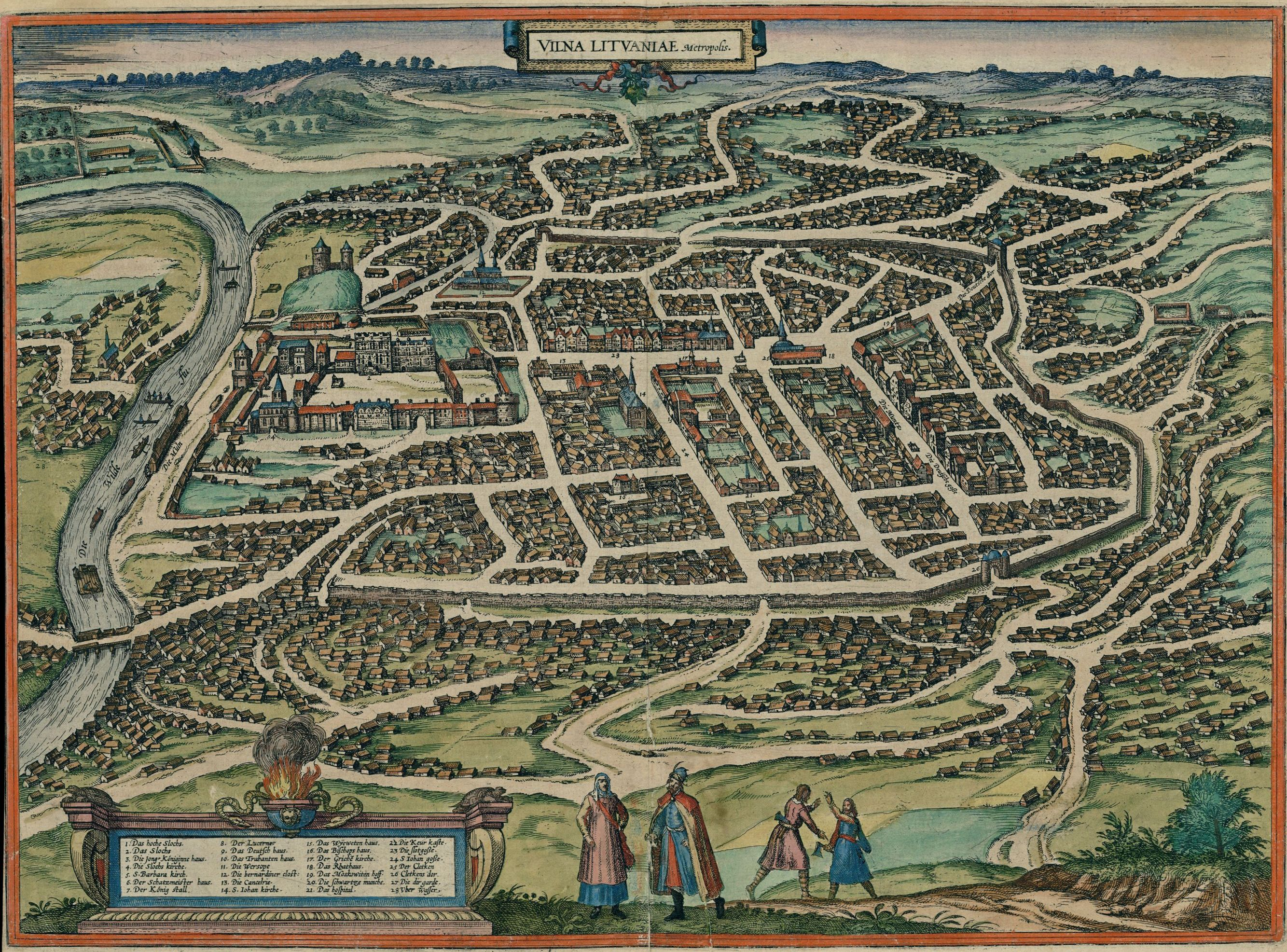
La ciudad en 1576, durante su expansión. Tres años más tarde se fundó la universidad.

Gracias a su rápido desarrollo, la ciudad acogió inmigrantes tanto del este como del oeste. Fue así como se llegaron a establecer comunidades de polacos, lituanos, bielorrusos, judíos, rusos, alemanes, ucranianos y de algunos tártaros. Estas migraciones a Lituania y Polonia empezaron durante el siglo XIV y duraron hasta el final del XVII. Cada etnia contribuyó a la vida multicultural de la ciudad; en aquel tiempo prosperaban las artesanías, el comercio y la ciencia. En 1655, durante la invasión de la República de las Dos Naciones, Vilna fue conquistada por los rusos, que la saquearon y la incendiaron masacrando a la población y provocando un éxodo al campo de la población restante. El crecimiento de la ciudad se detuvo durante muchos años, y no fue hasta principios del siglo XIX cuando la población de la ciudad aumentó considerablemente gracias al comercio y las exportaciones comandadas principalmente por judíos y polacos, como para ubicarla como la tercera ciudad de la Europa oriental.
Tras la Tercera partición de Polonia en 1795, Vilna fue anexada a Rusia y se convirtió en la capital de una gobernación. Los rusos derribaron los muros de la ciudad; en 1805 solo quedaba en pie la puerta oriental Puerta de la Aurora (Aušros vartai, Medininkų vartai en lituano, Ostra Brama en polaco). En 1812, la ciudad fue invadida por Napoleón durante su avance hacia Moscú. Después del fin de la campaña napoleónica, el Gran Ejército se retiró a una zona donde miles de soldados franceses fueron sepultados en las trincheras que habían construido meses antes. Tras la Levantamiento polaco de Noviembre, en 1831, la universidad fue cerrada y las represiones bloquearon el crecimiento de la ciudad. Durante la Levantamiento polaco de Enero en 1863, se inició una nueva revuelta en la ciudad contra el gobierno, que fue sofocada brutalmente por Mijaíl Muraviov. Al finalizar la revuelta, se restringieron las libertades ciudadanas y se prohibió el uso del polaco, predominante en toda Lituania, el lituano y el bielorruso, adoptándose el ruso como lengua oficial.
Durante la Primera Guerra Mundial, Vilna fue ocupada por los alemanes desde 1915 hasta 1918. El 16 de febrero de 1918, se proclamó la independencia de Lituania. Después de la retirada de las tropas alemanas, una unidad de autodefensa reclutada entre voluntarios polacos de la localidad la controló durante un breve período. Poco tiempo después, la ocuparon los bolcheviques, eligiéndola como capital de la efímera República Socialista Soviética Lituano-Bielorrusa. El 19 de abril, el ejército polaco la reconquistó, pero el 14 de julio de ese mismo año la retomaron los soviéticos.
Poco después de la retirada del Ejército Rojo, vencido en la batalla de Varsovia, se consiguió que la ciudad sea entregada a la destruida Lituania. El 20 de julio de 1920, en el tratado de paz entre Lituania y la Rusia bolchevique, se reconoció a Vilna como capital de la República de Lituania. El 9 de octubre de 1920, la división lituano-bielorrusa del ejército polaco, al mando del general Luciano Zeligovski Lucjan Żeligowski, ocupó la ciudad, después de haberse producido un motín. Es así como se proclamó un nuevo Estado, la Lituania Central (Litwa Środkowa), constituido por la ciudad y los territorios circundantes. El Parlamento del nuevo Estado, elegido mediante comicios libres el 20 de febrero de 1922, proclamó la anexión de Vilna a Polonia. Vilna devino entonces en la capital del Voivodato de Wilno (Vilna). Las autoridades lituanas de Kaunas, la nueva capital de Lituania, se negaron a reconocer la anexión de Vilna a Polonia; como consecuencia, en 1938 se rompieron las relaciones diplomáticas entre ambos países, quedando Vilna anexionada a Polonia y renegando de Vilna el resto de los lituanos.
Estando al margen del resto de Lituania, gracias al control administrativo de Polonia y las inversiones de polacos y judíos, la ciudad vuelve a conocer un período de claro esplendor, de crecimiento y desarrollo. La universidad fue reabierta con el nombre de Universidad de Esteban Batoras (Universitetas Stefan Batory). Además, las infraestructuras urbanas mejoraron significativamente, se construyeron majestuosos edificios, se instalaron aceras y nuevas calles adoquinadas cuidadosamente, lo que dio a la ciudad un aspecto moderno, limpio y agradable. En 1931, Vilna contaba con 195 000 habitantes, de los que 55 000 eran judíos; era la quinta ciudad de Polonia y en el mundo hebreo, por su importancia, fue llamada la «Jerusalén del Norte». En 1931, Vilna estaba habitada por un 66 % de polacos, un 28 % de judíos, un 5 % de rusos y bielorrusos, y los lituanos constituían menos del 1 % de los habitantes de la ciudad.
Este crecimiento económico gracias a los negocios, exportaciones e importaciones en manos de judíos y polacos seguía aumentando hasta tal punto que en poco tiempo Vilna empezó a ser un lugar muy importante dentro del ámbito económico de Polonia por su cercanía al norte y sobre todo al resto Lituania y Unión Soviética. En contraste, muchos lituanos, con apreciable envidia comenzaron a protestar y manifestarse porque la imagen de crecimiento económico y nivel de vida de la Vilna del momento era claramente superior al que gozaban las regiones que formaban parte de Lituania, que durante ese tiempo no había crecido prácticamente nada al dedicarse a la agricultura principalmente.
Después de firmarse el pacto secreto de Mólotov-Ribbentrop, el Ejército rojo invadió la Polonia Oriental. Vilna fue ocupada el 19 de septiembre de 1939. Al principio los soviéticos intentaron convertir Vilna en la capital de la República Socialista Soviética de Bielorrusia, pero encontraron que era más oportuno devolvérsela al Gobierno lituano que la reclamaba a cambio de permitir a las tropas soviéticas que permanecieran en el país báltico. Esta oferta, presentada como un pacto de amistad entre los dos países, tenía como fin ayudar a los comunistas lituanos a ganar popularidad. Una vez entregada la ciudad, el 10 de octubre de 1939, Lituania sorprendió a los soviéticos dando marcha atrás en el acuerdo. En el momento en que las guarniciones soviéticas lo supieron, la soberanía lituana quedó amenazada. Los soviéticos entonces les presentaron el acuerdo como un ultimátum, afirmando que el Ejército rojo podría entrar en Lituania en cualquier momento y arrasarla completamente. El Gobierno lituano tuvo que ceder a la presión, logrando obtener al menos que el número de soldados desplegados en el territorio lituano fuera menor al programado inicialmente por Moscú.
El 10 de octubre de 1939, Vilna y las áreas circundantes fueron anexadas a Lituania, mientras que las tropas soviéticas se apoderaron de nuevas bases en varias partes del país. Las autoridades lituanas entraron en Vilna poco después y las estructuras gubernamentales comenzaron a desplazarse de Kaunas a Vilna.
En junio de 1940, cuando la transferencia de la capital aún no se había completado, debido a la traición en el pacto de amistad entre la Unión Soviética y Lituania acaecida meses antes, esta fue ocupada totalmente por aquella, que instauró un gobierno comunista. Vilna se convierte entonces en la capital de la recién proclamada República Socialista Soviética de Lituania. Entre 35 000 y 40 000 personas fueron arrestadas por la Comisaría del Pueblo para Asuntos Internos NKVD y enviadas a los campos de trabajo o gulags.
En Alemania, el 22 de junio de 1941, por orden de Hitler, comenzó la Operación Barbarroja para ocupar la Unión Soviética. Al tercer día de la operación, Alemania ocupó Vilna. Los lituanos salieron a las calles a dar la bienvenida a los alemanes por su llegada, con grandes muestras de júbilo y vítores llamándoles salvadores. Las tropas alemanas eran seguidas por los Escuadrones de la Muerte del Einsatzgruppen A, la tristemente conocida división de la Waffen-SS, quienes se ocupaban del exterminio de las poblaciones judías de los países ocupados. En poco tiempo, los judíos residentes en Vilna y Kaunas fueron obligados a llevar el brazalete con la estrella de David y se les prohibieron muchas cosas, igual que los alemanes ya habían hecho con judíos de otros lugares de Polonia y Alemania.
Entre el 4 y el 20 de julio de 1941 los alemanes asesinaron a cinco mil judíos en los bosques de Panerai. El 31 de agosto hubo más asesinatos, aproximadamente de tres mil quinientos judíos, nuevamente en Panerai. Las tropas auxiliares locales lituanas del régimen de ocupación nazi llevaron a cabo logística para la preparación y la ejecución de los asesinatos bajo la dirección de los nazis. El 24 de junio de 1941, la Policía de Seguridad lituana (Lietuvos saugumo policija) se subordinó a la Waffen-SS bajo la Policía de Seguridad alemana, en lituano Vokiečių Saugumo policijos, en polaco Specjalny Oddział SD y se creó la Policía Criminal de la Alemania Nazi, que se participó en diversas acciones contra los judíos y otros enemigos del régimen nazi, gitanos, discapacitados, rusos y vagabundos. La unidad lituana más conocida que participó en el Holocausto fue el pelotón lituano del Sonderkommando del área de Vilna (en lituano Ypatingasis būrys), en la que murieron decenas de miles de judíos, polacos y otros, en la masacre de Panerai. Otra organización lituana implicada en el Holocausto fue la Guardia de Trabajo lituana. Muchos partidarios lituanos de las políticas nazis provenían de la organización fascista Lobo de Hierro. En general, la administración nacionalista lituana estaba muy interesada en la liquidación de los judíos que consideraban como enemigos y rivales de los lituanos étnicos, les acusaban haber robado la economía del país durante siglos y, por lo tanto, no solo no se oponían a la política nazi del Holocausto sino que, de hecho, la adoptaron como propia.

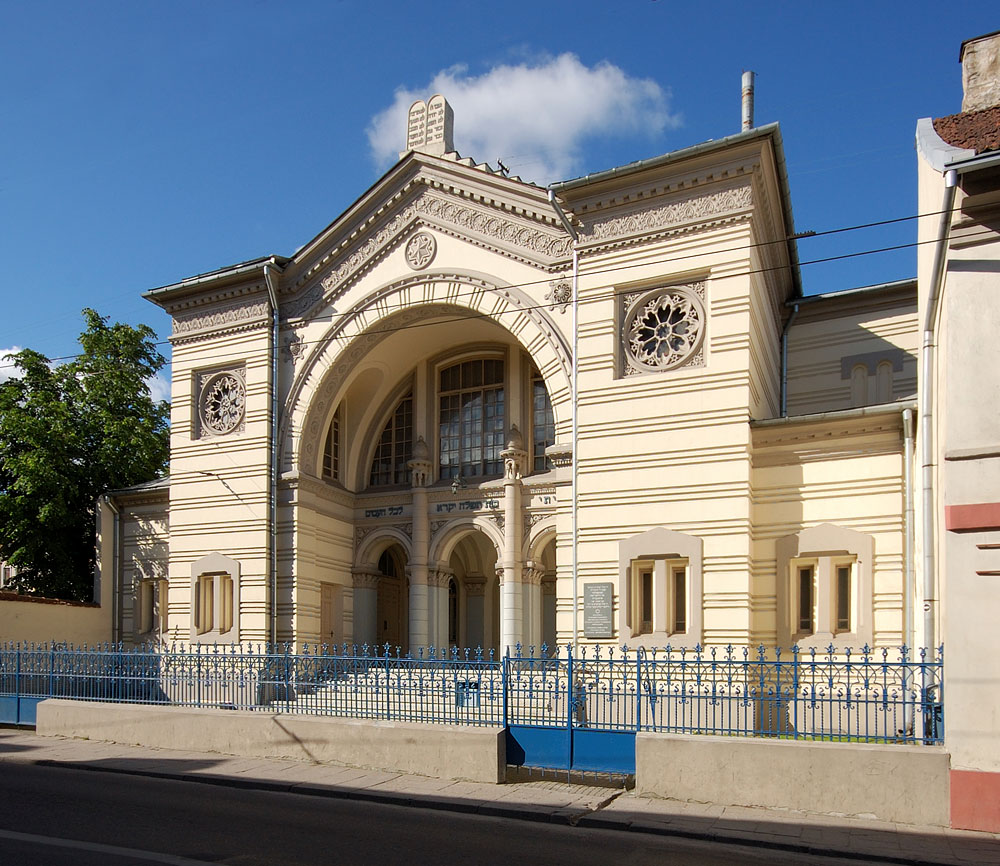
Sinagoga de Vilna.

En el casco antiguo se crearon dos guetos para la numerosa población judía. Los habitantes del menor de los guetos fueron asesinados o deportados en octubre de 1941. El segundo gueto sobrevivió hasta 1943, aunque su población fue regularmente reducida por medio de las Aktionen. Tras la revuelta fallida de los habitantes del gueto el 1 de septiembre de 1943, el gueto fue aniquilado.
En el complejo, cerca del 95 % de población judía local fue asesinada. Muchos de ellos figuran entre las víctimas de las ejecuciones en masa en Panerai, a diez kilómetros al oeste del casco antiguo. La gran parte de las otras treinta mil víctimas eran polacos, prisioneros de guerra, intelectuales o miembros de la resistencia polaca. En julio de 1944 la Armia Krajowa de Polonia y enseguida el Ejército Rojo de la Unión Soviética entraron en Vilna, que volvió de inmediato a ser la capital de la restaurada República Socialista Soviética de Lituania. En total aproximadamente en el holocausto de Vilna fueron asesinados 70.000 judíos, de Kaunas 30.000 y otros: polacos, bielorrusos, rusos, gitanos, etc.
No toda la población lituana apoyó los asesinatos. De una población de cerca de tres millones de habitantes (el 80 % de la misma eran lituanos étnicos) algunos miles tomaron parte muy activa en el Holocausto, mientras que algunos cientos de ellos, de un nivel intelectual medio-alto, arriesgaron sus vidas refugiando a muchos judíos. Muchos miembros de la minoría polaca en Lituania también ayudaron a proteger a los judíos. Muchos lituanos y polacos que arriesgaron sus vidas por salvar a los judíos fueron denunciados por sus propios paisanos, perseguidos y en ocasiones, ejecutados por los nazis. Israel ha reconocido a 723 lituanos como «Justos entre las Naciones» por arriesgar sus vidas para salvar a los judíos durante el Holocausto.

Vista de la ciudad de Vilna.

Tras la Segunda Guerra Mundial, el gobierno soviético decide repatriar a todas las personas de origen polaco residentes en Lituania y Bielorrusia. Esta situación, junto con el exterminio de los judíos, se convirtió en las mayores causas del cambio en la demografía de la ciudad. La mayoría de los polacos fueron expulsados de la propia Vilna, aunque decenas de miles de polacos permanecieron en la ciudad. Sólo algunos polacos fueron expulsados de la región de Vilnius, por lo que en muchos lugares son mayoría hasta el día de hoy. Solo después de 1960 la población de la ciudad comenzó a crecer en habitantes rápidamente gracias a la inmigración de campesinos del interior de Lituania.
El 11 de marzo de 1990, el Sóviet Supremo de la República Socialista Soviética de Lituania proclamó su independencia de la URSS, restaurando la República de Lituania. Fue solo en agosto de 1991 cuando la Unión Soviética, debido a los cambios que tenían lugar con la Perestroika y bajo las presiones de muchos países del mundo entre ellos la recién unida Alemania, se reconoce la independencia de Lituania. Desde entonces Vilna se ha considerado como una ciudad de Europa Occidental. Muchos de los palacios y edificios han sido restaurados desde entonces.

## Vilna en la actualidad

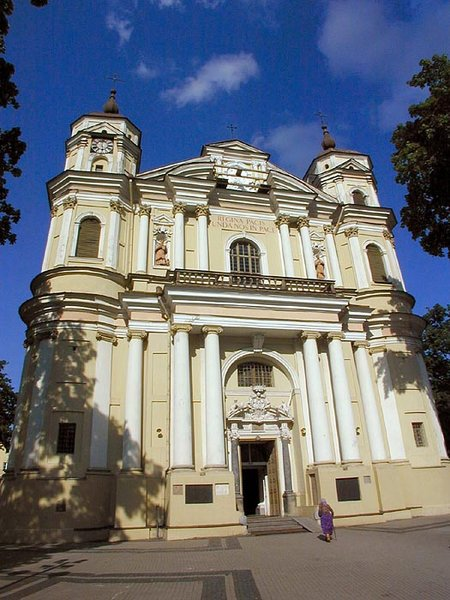
La iglesia de San Pedro y San Pablo

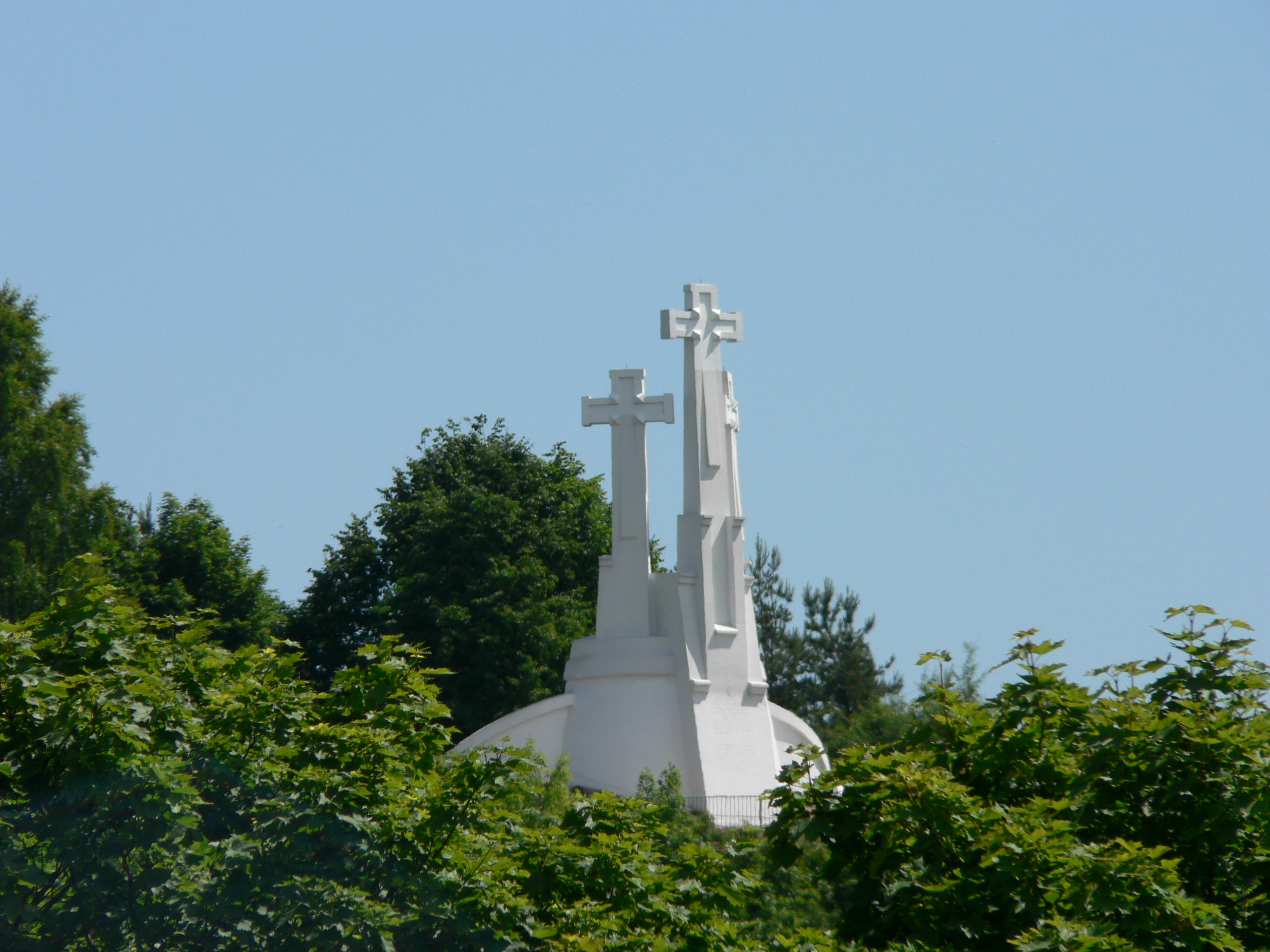
Las tres cruces de Vilna

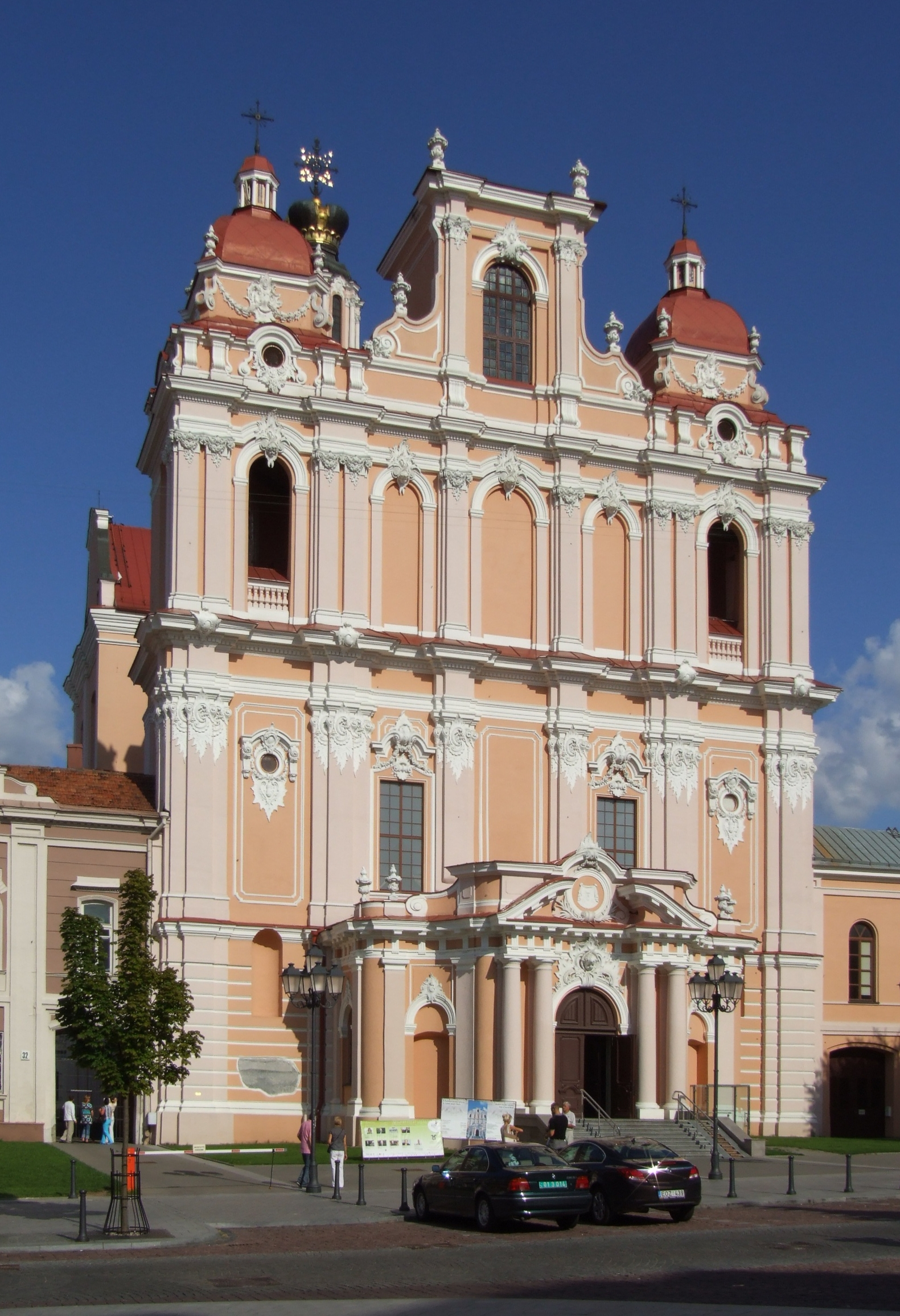
La iglesia de San Casimiro

Vilna se ha transformado rápidamente en una ciudad moderna. Muchos de sus edificios más antiguos han sido renovados, y también se está desarrollando un área comercial y financiera en el Nuevo Centro, en la zona al norte del río Neris, que aspira a convertirse en el principal distrito administrativo y de negocios de la ciudad. Esta área cuenta con modernos espacios residenciales y de negocios, de los cuales los más famosos son el edificio del Ayuntamiento y la Torre Europa de 129 metros de altura. La construcción del edificio sede lituana del banco Swedbank simboliza la importancia de las instituciones financieras de Escandinavia en Lituania. El complejo de edificios “Vilnius Business Harbour” fue construido en el 2008, y una de sus torres es ahora el quinto edificio más alto de Lituania. Está programado que se construyan más edificios en los próximos años. Vilna fue seleccionada en el 2009 como Capital Europea de la Cultura, junto a la ciudad austriaca de Linz.
En las celebraciones del año nuevo de 2009, hubo un espectáculo de luces que supuestamente fue visible desde el espacio. Como parte de las preparaciones, el centro histórico fue restaurado y sus monumentos renovados. Finalmente por razones diversas no se llevaron a cabo muchos proyectos para la promoción de Vilna como capital europea de la cultura 2009, entre ellos un proyecto musical organizado en 2005 por autores españoles y realizado por artistas lituanos de primer orden donde se debería representar por todas las capitales europeas. La crisis económica global ha producido una bajada en el turismo que ha retrasado muchos de los proyectos y ha evitado que se concluyan, mientras que ha habido denuncias por corrupción e incompetencia de los organizadores.[cita requerida] Durante el mandato del alcalde de Vilna, Juozas Imbrasas, las subidas de los impuestos para cubrir las actividades culturales terminaron produciendo protestas, escándalos y manifestaciones por las calles y la situación económica en general concluyó en disturbios. En el 2011, Artūras Zuokas fue de nuevo elegido alcalde.
La Ciudad de Vilna cuenta con la mayor velocidad de Internet de Europa, con una velocidad de descarga promedio de 36.37 MB/s y de subida de 28.51 MB/s. Además, Vilna cuenta con acceso a agua subterránea, la cual es rica en minerales y no requiere de extensivos tratamientos químicos como el agua superficial de los lagos o ríos. Por lo tanto, Vilna disfruta una de las aguas públicas más limpias y saludables de Europa.[cita requerida]

## Geografía

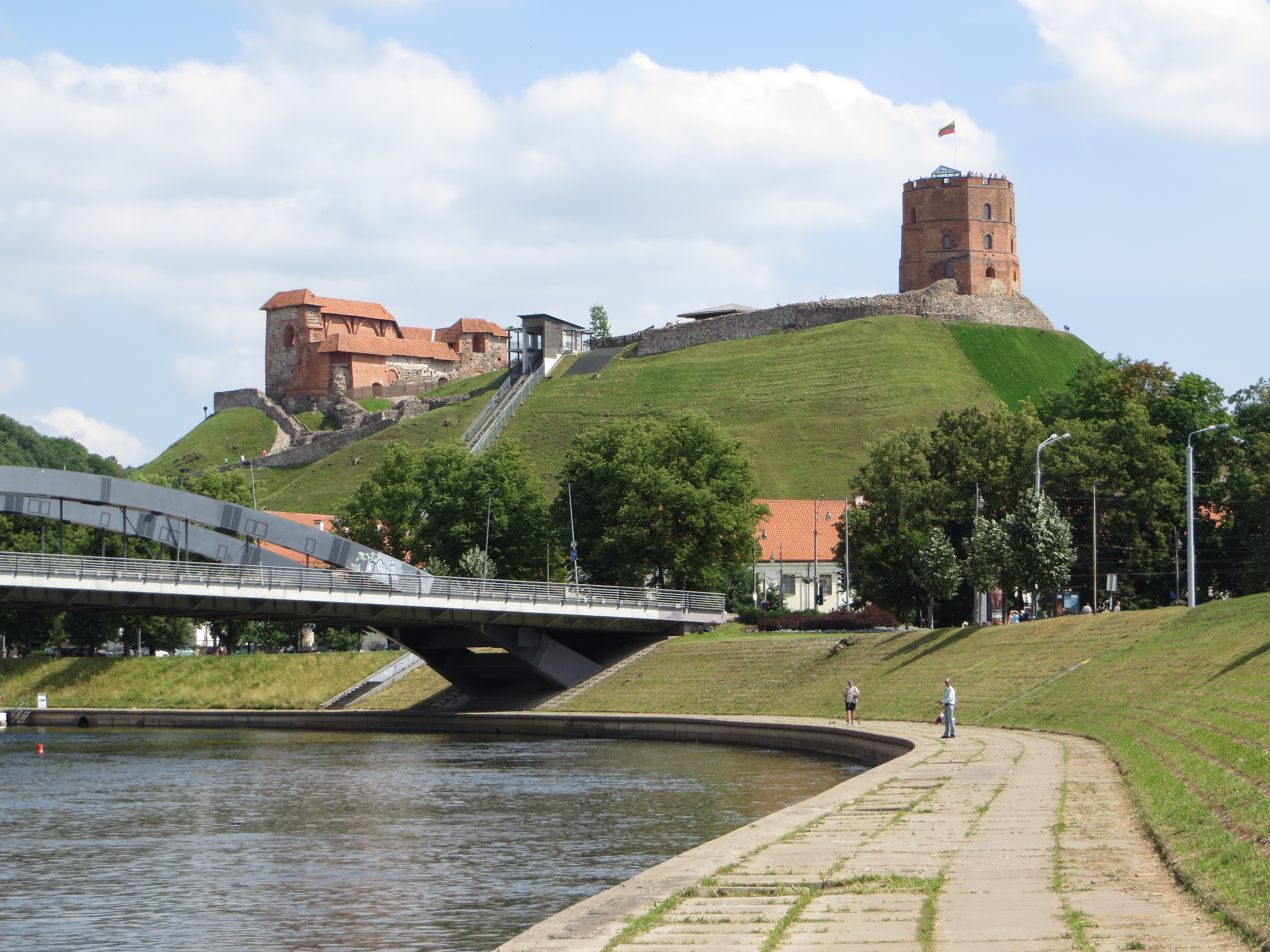
Vista de Vilna.

Vilna se encuentra al sudeste de Lituania, en la confluencia de los ríos Vilnia (conocido también como Vilnele) y el Neris. La posición periférica con respecto al resto del territorio es consecuencia de la historia y del cambio de las fronteras lituanas a través de los siglos. Durante un tiempo fue el centro no solo cultural sino geográfico del Gran Ducado de Lituania.
Según las estadísticas oficiales, hay aproximadamente 574 000 habitantes en Vilna, lo que incluye un 57,8 % de lituanos, 18,7 % de polacos, 14 % de rusos, 4 % de bielorrusos y 5,5 % de otras nacionalidades.

### Clima
| Parámetros climáticos promedio de Vilna (1981-2010) | Parámetros climáticos promedio de Vilna (1981-2010) | Parámetros climáticos promedio de Vilna (1981-2010) | Parámetros climáticos promedio de Vilna (1981-2010) | Parámetros climáticos promedio de Vilna (1981-2010) | Parámetros climáticos promedio de Vilna (1981-2010) | Parámetros climáticos promedio de Vilna (1981-2010) | Parámetros climáticos promedio de Vilna (1981-2010) | Parámetros climáticos promedio de Vilna (1981-2010) | Parámetros climáticos promedio de Vilna (1981-2010) | Parámetros climáticos promedio de Vilna (1981-2010) | Parámetros climáticos promedio de Vilna (1981-2010) | Parámetros climáticos promedio de Vilna (1981-2010) | Parámetros climáticos promedio de Vilna (1981-2010) |
| Mes                                                 | Ene.                                                | Feb.                                                | Mar.                                                | Abr.                                                | May.                                                | Jun.                                                | Jul.                                                | Ago.                                                | Sep.                                                | Oct.                                                | Nov.                                                | Dic.                                                | Anual                                               |
| --------------------------------------------------- | --------------------------------------------------- | --------------------------------------------------- | --------------------------------------------------- | --------------------------------------------------- | --------------------------------------------------- | --------------------------------------------------- | --------------------------------------------------- | --------------------------------------------------- | --------------------------------------------------- | --------------------------------------------------- | --------------------------------------------------- | --------------------------------------------------- | --------------------------------------------------- |
| Temp. máx. abs. (°C)                                | 11.0                                                | 14.4                                                | 19.8                                                | 29.0                                                | 31.8                                                | 34.2                                                | 35.4                                                | 34.9                                                | 33.1                                                | 24.5                                                | 15.5                                                | 10.5                                                | 35.4                                                |
| Temp. máx. media (°C)                               | -1.8                                                | -1.1                                                | 3.8                                                 | 12.1                                                | 18.4                                                | 20.9                                                | 23.2                                                | 22.4                                                | 16.6                                                | 10.2                                                | 3.3                                                 | -0.7                                                | 10.6                                                |
| Temp. media (°C)                                    | -4.1                                                | -3.9                                                | 0.1                                                 | 6.9                                                 | 12.8                                                | 15.6                                                | 17.9                                                | 17.0                                                | 12.0                                                | 6.7                                                 | 1.2                                                 | -2.8                                                | 6.6                                                 |
| Temp. mín. media (°C)                               | -6.7                                                | -6.9                                                | -3.5                                                | 2.1                                                 | 7.3                                                 | 10.6                                                | 12.9                                                | 12.1                                                | 7.8                                                 | 3.5                                                 | -1.1                                                | -5.3                                                | 2.7                                                 |
| Temp. mín. abs. (°C)                                | −37.2                                               | −35.8                                               | −29.6                                               | −14.4                                               | −4.4                                                | 0.1                                                 | 3.5                                                 | 1.0                                                 | −4.8                                                | −14.4                                               | −22.8                                               | −30.5                                               | −37.2                                               |
| Precipitación total (mm)                            | 48                                                  | 37                                                  | 42                                                  | 42                                                  | 64                                                  | 75                                                  | 92                                                  | 73                                                  | 61                                                  | 56                                                  | 46                                                  | 53                                                  | 689                                                 |
| Días de lluvias (≥ 1 mm)                            | 11                                                  | 9                                                   | 11                                                  | 13                                                  | 14                                                  | 15                                                  | 15                                                  | 13                                                  | 15                                                  | 16                                                  | 15                                                  | 13                                                  | 160                                                 |
| Días de nevadas (≥ 1 mm)                            | 18                                                  | 17                                                  | 12                                                  | 4                                                   | 0.2                                                 | 0                                                   | 0                                                   | 0                                                   | 0.1                                                 | 2                                                   | 9                                                   | 17                                                  | 79.3                                                |
| Horas de sol                                        | 36                                                  | 71                                                  | 117                                                 | 164                                                 | 241                                                 | 231                                                 | 219                                                 | 217                                                 | 140                                                 | 94                                                  | 33                                                  | 25                                                  | 1588                                                |
| Humedad relativa (%)                                | 87                                                  | 84                                                  | 77                                                  | 69                                                  | 67                                                  | 72                                                  | 74                                                  | 75                                                  | 80                                                  | 84                                                  | 89                                                  | 89                                                  | 79                                                  |
| Fuente n.º 1: Погода и климат                       |                                                     |                                                     |                                                     |                                                     |                                                     |                                                     |                                                     |                                                     |                                                     |                                                     |                                                     |                                                     |                                                     |
| Fuente n.º 2: NOAA (Horas de sol, 1961-1990)        |                                                     |                                                     |                                                     |                                                     |                                                     |                                                     |                                                     |                                                     |                                                     |                                                     |                                                     |                                                     |                                                     |

## Organización administrativa

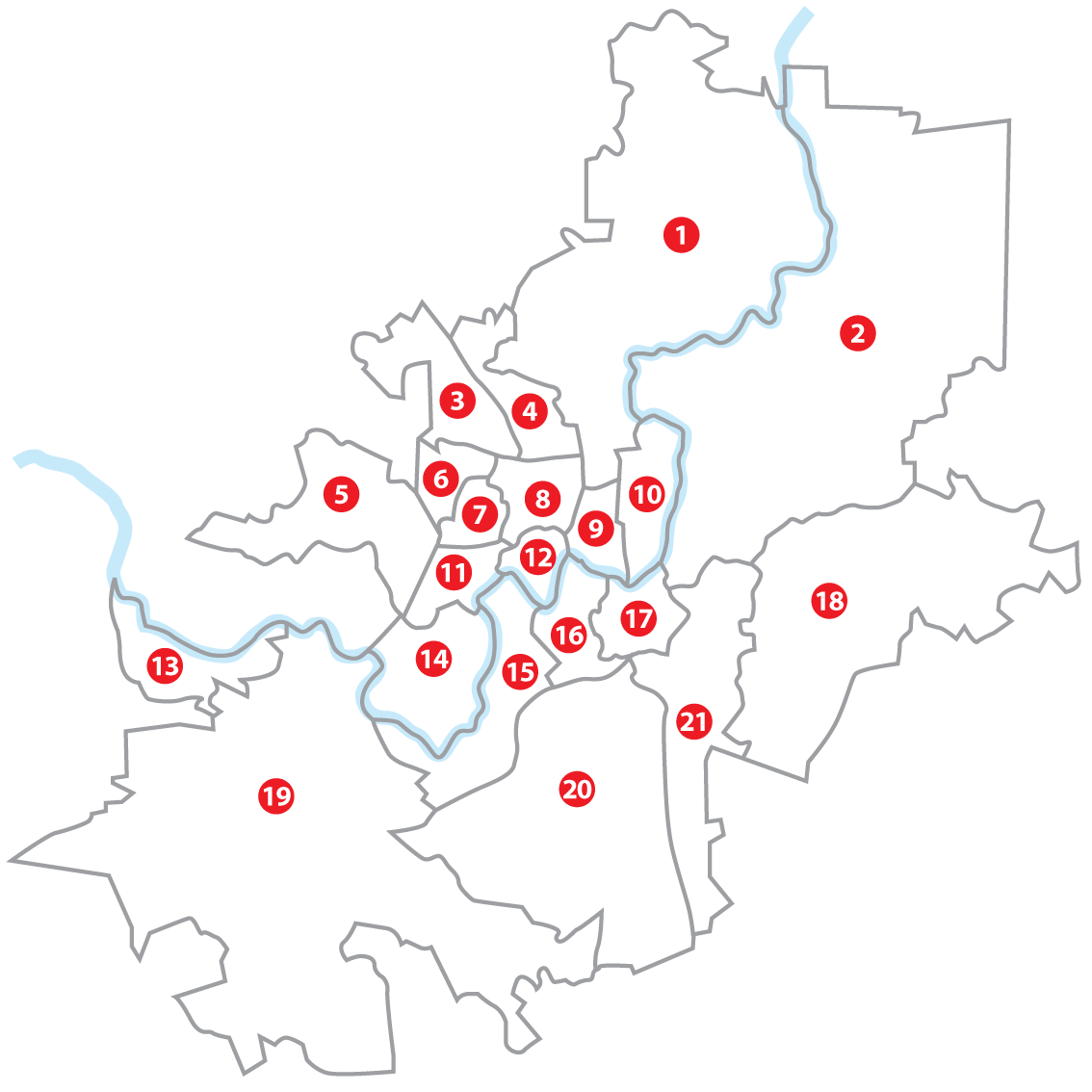
Distritos de Vilnius numerados. Los números se corresponden con la clasificación de la izquierda.

Vilnius está dividido administrativamente en 21 distritos municipales (seniūnija). Cada uno de los distritos municipales está administrado por un concejal.
| Número | Distrito municipal                   | Superficie | Población |
| ------ | ------------------------------------ | ---------- | --------- |
| 1      | Distrito municipal de Verkiai        | 55,65 km²  | 30900     |
| 2      | Distrito municipal de Antakalnis     | 77,2 km²   | 39700     |
| 3      | Distrito municipal de Pašilaičiai    | 8,2 km²    | 25700     |
| 4      | Distrito municipal de Fabijoniškės   | 4,1 km²    | 36600     |
| 5      | Distrito municipal de Pilaitė        | 13,8 km²   | 16000     |
| 6      | Distrito municipal de Justiniškės    | 2,98 km²   | 30958     |
| 7      | Distrito municipal de Viršuliškės    | 2,5 km²    | 16300     |
| 8      | Distrito municipal de Šeškinė        | 4,4 km²    | 36600     |
| 9      | Distrito municipal de Šnipiškės      | 3,12 km²   | 19321     |
| 10     | Distrito municipal de Žirmūnai       | 8,5 km²    | 47400     |
| 11     | Distrito municipal de Karoliniškės   | 4,0 km²    | 31200     |
| 12     | Distrito municipal de Žvėrynas       | 2,7 km²    | 12200     |
| 13     | Distrito municipal de Grigiškės      | 7,1 km²    | 12000     |
| 14     | Distrito municipal de Lazdynai       | 10,3 km²   | 32200     |
| 15     | Distrito municipal de Vilkpėdė       | 10,3 km²   | 24700     |
| 16     | Distrito municipal de Naujamiestis   | 4,8 km²    | 27900     |
| 17     | Distrito municipal de Senamiestis    | 4,5 km²    | 21000     |
| 18     | Distrito municipal de Naujoji Vilnia | 39,3 km²   | 32800     |
| 19     | Distrito municipal de Paneriai       | 84,94 km²  | 8900      |
| 20     | Distrito municipal de Naujininkai    | 41,1 km²   | 33500     |
| 21     | Distrito municipal de Rasos          | 12,7 km²   | 13100     |

## Cultura

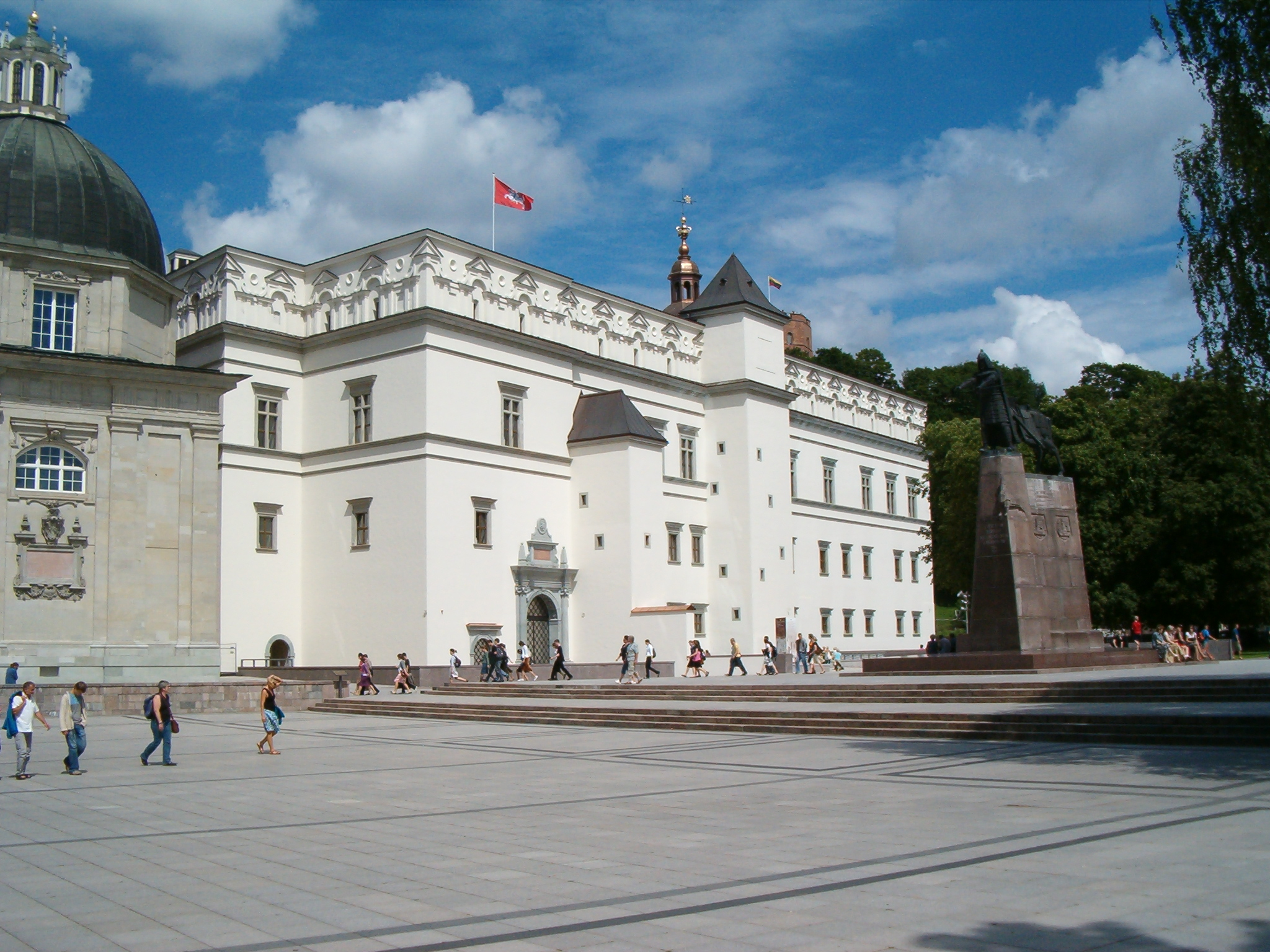
El palacio de los Grandes Duques de Lituania, que fue restaurado en los años 2000 y abierto en 2013 como un museo

Vilna es una ciudad cosmopolita con arquitectura muy diversa. Hay alrededor de 65 iglesias en la ciudad. Como la mayoría de las ciudades medievales tardías, Vilna se desarrolló alrededor de su ayuntamiento. La arteria principal, la calle Pilies, conecta la Plaza de la Catedral con el ayuntamiento. Otras calles serpentean entre los palacios de los señores feudales y terratenientes, las iglesias, las tiendas y los talleres de los artesanos. Calles estrechas con curvas y patios íntimos fueron apareciendo en las afueras de la Vilna medieval. El casco antiguo de Vilna es uno de los mayores de Europa (3.6 km²). Los sitios históricos y culturales más valiosos se encuentran aquí. Los edificios del casco antiguo- hay aproximadamente 1500- fueron construidos durante varios siglos, creando una mezcla de distintos estilos arquitectónicos. Aunque Vilna es conocida como una ciudad barroca, hay ejemplos de arquitectura gótica (iglesia de Santa Ana), renacentista y de otros estilos posteriores. Gracias a su singularidad, el casco antiguo de Vilna fue inscrito en el lista de Patrimonio de la Humanidad por la Unesco en 1994. En 1995, se instaló el primer busto de bronce de Frank Zappa en el distrito de Naujamiestis, con el permiso del gobierno. La escultura confirmaba la recientemente encontrada libertad de expresión y marcaba el comienzo de una nueva etapa para la sociedad lituana.
El complejo de castillos de Vilna, un grupo de edificios para uso defensivo, cultural y religioso que incluye la Torre de Gediminas, la plaza de la Catedral, el palacio de los Grandes Duques de Lituania y los restos de varios castillos medievales tardíos, forman parte del Museo Nacional de Lituania. La mayor colección de arte de Lituania se encuentra en el Museo de Arte de Lituania. La Casa de los Signatarios, donde se firmó en 1918 el Acta de Independencia de Lituania, es hoy en día un sitio histórico. El Museo de las víctimas del genocidio está dedicado a las víctimas de la era Soviética. Al otro lado del río Neris, la Galería Nacional de Arte tiene una exposición permanente de arte lituano del siglo XX, además de varias exhibiciones de arte moderno. En julio de 2013, se completó la restauración del palacio de los Grandes Duques de Lituania y se abrió el palacio como un museo histórico.
La Biblioteca Nacional de Lituania Martynas Mazvydas, llamada en honor al autor del primer libro impreso en idioma lituano, contiene 6 912 266 objetos físicos. La mayor feria de libros de los Países Bálticos se lleva a cabo anualmente en Vilna, en el mayor centro de exhibiciones de los países Bálticos, Litexpo.
El 10 de noviembre de 2007, el Centro de Artes Visuales Jonas Mekas fue inaugurado por el director de cine vanguardista Jonas Mekas. Ha habido planes, pero que no se llevaron a cabo por diversas razones, de construir un museo Guggenheim-Hermitage, diseñado por Zaha Hadid. El museo podría haber hospedado exhibiciones de trabajos del Museo del Hermitage de San Petersburgo y de los museos Guggenheim, además de cine vanguardista, una biblioteca, un museo de cultura hebreo-lituana y colecciones por Jonas Mekas y Jurgis Maciunas.
El distrito de Užupis, cerca del casco antiguo, abandonado y en deterioro durante los años de la Unión Soviética, empezó a atraer a numerosos artistas bohemios, quienes abrieron varias galerías de arte y talleres. Užupis se declaró república independiente el primero de abril (día de las bromas en diversos países) de 1997. En la plaza principal de Užupis, hay una estatua de un ángel tocando un cuerno, símbolo de la libertad artística. Actualmente este distrito está prácticamente igual que cuando Lituania se independizó de la Unión Soviética en 1991 y cuenta con unos 7 000 residentes, entre los cuales se encuentra el actual alcalde de Vilna.

## Economía
Vilna es el principal centro económico de Lituania y uno de los mayores centros financieros de los estados bálticos. Aunque tenga solo el 15 % de la población lituana, produce cerca del 35 % del PIB. Sobre la base de estas cifras, el PIB de la capital basado sobre la paridad del poder adquisitivo, el PIB per cápita de la ciudad era de 30 000 €, superior al de la media de la Unión Europea; además, esto convierte a Vilna en la ciudad más próspera de Lituania y la segunda más rica de los países bálticos, sólo por debajo de Tallin. Actualmente, hay un crecimiento importante de los centros manufactureros de tecnologías avanzadas, en especial las de tecnologías solares y de láser. Entre las compañías de elementos fotovoltaicos y de energías renovables se encuentran Arginta, Precizika y Baltic Solar. Entre los fabricantes de láser se encuentran Ekspla y Eksma, mientras que Fermentas Thermo Fisher y Sicor Biotech cuentan entre los fabricantes de biotecnología más exitosos en suministrar sus productos a los mercados globales. En 2009, el Centro de Oficinas Barclays fue inaugurado en Vilna, y cuenta como uno de los cuatro centros estratégicos globales de ingeniería.
Vilna es también el mayor centro administrativo de Lituania con todos los principales centros políticos, económicos, sociales y culturales del país. Esto hace que Vilna atraiga más de dos tercios de las industrias creativas de Lituania. Estas condiciones han logrado que la ciudad tenga una de las tasas de crecimiento más altas del Báltico.

## Educación

Universidad de Vilna

La ciudad cuenta con varias universidades, destacando por su prestigio la Universidad de Vilna, que cuenta con 23 000 estudiantes. La universidad tiene un reconocido alto estandarte de calidad de educación, y participa en proyectos conjuntamente con la Unesco y OTAN entre otros. La universidad cuenta con oportunidades para estudiar varios cursos de posgrado en el idioma inglés, además de cursos ofrecidos en cooperación con distintas universidades europeas. La universidad esta actualmente dividida en 14 facultades, 5 institutos y 4 centros de estudio e investigación.
Otras universidades incluyen la Universidad Mykolas Romeris (19 000 estudiantes), la Universidad Técnica Gediminas de Vilna (13 500 estudiantes), y la Universidad Pedagógica de Vilna (12 500 estudiantes). Escuelas superiores con estatus de universidad incluyen la Academia Militar de Lituania General Jonas Zemaitis y la Academia de Música y Teatro de Lituania. El museo asociado con la Academia de Bellas Artes de Vilna cuenta con aproximadamente 12 000 obras de arte.
La Escuela de Arte Nacional M. K. Ciulionis, la Universidad Europea de Humanidades, la Academia Superior Internacional de Derecho y Negocio de Vilna, la Vilnius University Business School y la ISM University of Management and Economics ofrecen cursos de posgrado en varias áreas.

## Transporte
- Estación de Vilna
- Aeropuerto Internacional de Vilna

## Parques y espacios verdes
Casi la mitad de Vilna está cubierta por áreas verdes: parques, jardines públicos, reservas naturales, y otros.
Además, Vilna cuenta con numerosos lagos, donde residentes y turistas se bañan y pueden hacer asados en el verano. Treinta lagos y 16 ríos cubren 2,1 % del área de Vilna, y algunos de estos cuentan con playas de arena.
El parque Vingis, el mayor de la ciudad, albergó distintas manifestaciones durante el camino hacia la democracia en la década de los 1980. Conciertos, festivales y exhibiciones también acontecen en el Parque Sereikiškės, cerca de la Torre de Gediminas. Al otro lado del río, la extensión del parque se llama Parque Kainu. Parte de la maratón anual de Vilna pasa por calles sobre la orilla del río Neris. El área verde cercana al Puente Blanco es otro lugar popular para disfrutar del buen tiempo, y se ha transformado en un sitio favorito para modernos eventos musicales.
La Plaza de la Catedral, en el casco antiguo, está rodeada por algunos de los edificios más históricos de la ciudad. La Plaza de Lukiskes es la mayor de la ciudad, y es cercana a edificios importantes para toda Lituania. Estos incluyen al Ministerio de Asuntos Exteriores, el Ministerio de Finanzas, la Embajada de Polonia, y el Museo de las víctimas del genocidio, que sirvió de cuartel para la SS durante la II guerra mundial y para la KGB en la era Soviética, en donde torturaron y mataron a numerosos miembros de la oposición al régimen nazi y comunista. Una histórica estatua de Lenin fue retirada de la plaza en 1991. La Plaza del Ayuntamiento fue a lo largo de la historia un punto para ferias, celebraciones y eventos en Vilna, incluyendo la Feria Kaziukas que atrae a miles de turistas de todo Lituania y de países vecinos. Las ceremonias de Estado usualmente tienen lugar en la Plaza Daukantas, frente al Palacio Presidencial.
El cementerio Rasos, construido en 1801, es el sitio de entierro de Jonas Basanavicius y otros signatarios del Acta de Independencia de 1918, junto con el corazón del líder polaco Jozef Pilsudski. Dos de los tres cementerios judíos de Vilna fueron destruidos durante la era Soviética. Los restos de estos fueron trasladados al único cementerio restante. Se han hecho alrededor de 18 000 entierros en el cementerio Bernardino, creado en 1810. Durante la década de 1970, estuvo cerrado y ahora está siendo restaurado. El cementerio de Antakalnis, establecido en 1809, tiene varios monumentos dedicados a soldados polacos, lituanos, alemanes y rusos, junto con las tumbas de aquellos asesinados durante los Eventos de Enero de 1991.

## Deportes
La ciudad es la sede de uno de los clubes de baloncesto más famosos de Lituania, BC Lietuvos Rytas, así como de su moderno pabellón Siemens Arena. Otro equipo de baloncesto participante en la LKL es BC Sakalai.
El mejor equipo de fútbol de Vilna y el único representante de la capital en A lyga lituana es el FK Žalgiris que disputa sus partidos en el histórico Estadio de Zalgiris.
En Vilna solo hay una piscina de 50 metros, situada en distrito de Lazdynai en la calle Erfurto 13.
Entre las instalaciones deportivas de la ciudad se encuentran el Siemens Arena, el Lietuvos Rytas Arena, el Estadio de Žalgiris y el Estadio de Vėtra.

## Ciudades hermanadas
- Aalborg (Dinamarca)
- Budapest (Hungría)
- Chicago (Estados Unidos)
- Duisburgo (Alemania)
- Erfurt (Alemania)
- Joensuu (Finlandia)
- Kiev (Ucrania)
- Cracovia (Polonia)
- Łódź (Polonia)
- Madison (Estados Unidos)
- Oslo (Noruega)
- Pavia (Italia)
- El Pireo (Grecia)
- Salzburgo (Austria)
- Taipéi (Taiwán)
- Varsovia (Polonia)
- General San Martín (Argentina)

## Sucesión
| Predecesor: Liverpool Stavanger | Capital Europea de la Cultura junto con Linz 2009                   | Sucesor: Essen Estambul Pécs |
| Predecesor: Durban              | Sede de las Sesiones del Comité del Patrimonio de la Humanidad 2006 | Sucesor: Christchurch        |